# Carlos Mercenario
Carlos Mercenario Carbajal, né le 23 mai 1967 à Mexico (Mexique) est un athlète mexicain, spécialiste de la marche.
Il remporte la Coupe panaméricaine de marche de 1988 à Mar del Plata.

## Palmarès

### Jeux olympiques
- Jeux olympiques d'été de 1992 à Barcelone :
  -  Médaille de bronze du 50 km marche

### Coupe du monde
- Coupe du monde 1987 à New York :
  -  Médaille d'or sur 20 km marche
- Coupe du monde 1991 à San José :
  -  Médaille d'or sur 50 km marche
- Coupe du monde 1993 à Monterrey :
  -  Médaille d'or sur 50 km marche

### Jeux panaméricains
- Jeux panaméricains de 1987 à Indianapolis :
  -  Médaille d'or du 20 km marche
- Jeux panaméricains de 1991 à La Havane :
  -  Médaille d'or du 50 km marche
- Jeux panaméricains de 1995 à Mar del Plata :
  -  Médaille d'or du 50 km marche
- Jeux panaméricains de 1999 à Winnipeg :
  -  Médaille d'argent du 50 km marche